# ハシブトアジサシ

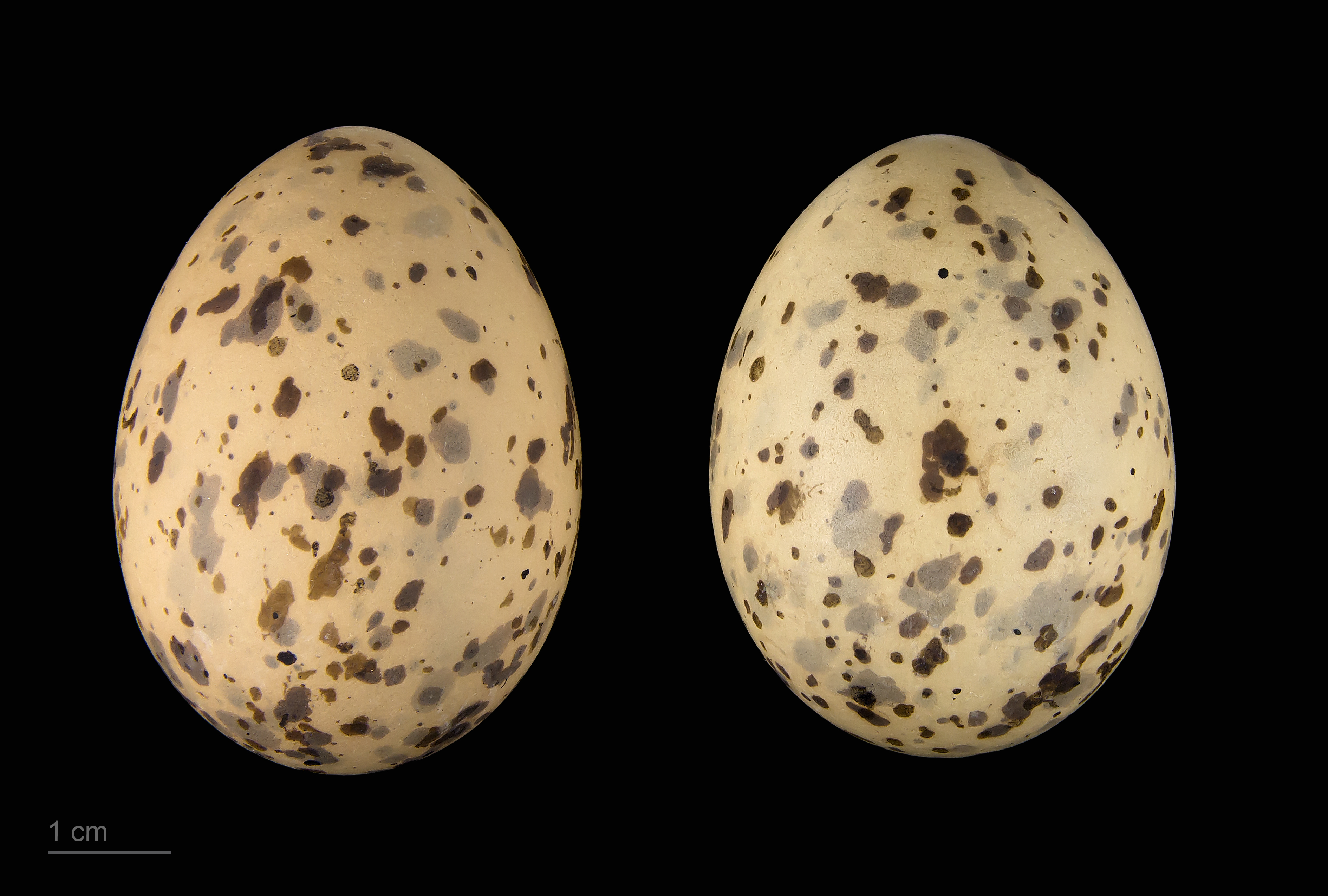
Gelochelidon nilotica

ハシブトアジサシ（嘴太鯵刺、学名：Gelochelidon nilotica）は、チドリ目カモメ科に分類される鳥類の一種である。
アジサシの仲間。

## 分布
ユーラシア大陸、北アメリカ南部、南アメリカ、アフリカ中部、オーストラリアなど、全世界に広くに生息する。内陸の湖沼付近でも繁殖する代わりに、あまり外洋には出ない。日本に一番近い繁殖地は台湾、中国東部など。
日本では旅鳥として、まれに本州（宮城県）以南で観察される。

## 形態
体長約38cm。翼開長は約95cm。夏羽は頭上が黒く、体の上面は淡い灰色、体の下面は白色である。冬羽では頭上も白色になるが、眼の後方にわずかに斑状に黒色部が残る。他のアジサシ類と比べると嘴が太く（これが和名の由来である）、足が長めであることが特徴である。

## 生態
干潟や河口に生息する。砂浜を往復しながら（行ったり来たりしながら）餌を探すことが多い。
食性は動物食で、カニを好んで食べる。